# 986 TCN
986 TCN là một năm trong lịch La Mã.